# Кабаташ (станція метро)
41°02′03″ пн. ш. 28°59′33″ сх. д. / 41.034157607833° пн. ш. 28.992451236484° сх. д.
Кабаташ (тур. Kabataş) — східна кінцева станція фунікулера F1 та майбутня східна кінцева станція лінії M7 Стамбульського метро. 

Станція розташована під проспектом Меджліс-і Мебусан на північному сході Бейоглу. З’єднання з трамваєм Т1 , поромом і міським автобусом доступні на поверхні.
Станція Кабаташ відкрита 29 червня 2006 року, через 28 днів після того, як трамвайну лінію T1 було продовжено на північ від Еміноню до Кабаташ. 

танція стала важливим пунктом пересадки між поромом і швидкісним транспортом.

## Пересадки[4]
- Автобус: 22, 22B, 25E, 26, 26A, 26B, 27E, 27SE, 28, 28T, 29C, 29D, 30D, 41E, 43R, 58A, 58N, 58S, 58UL, 62, 63, 70KE
- Трамвай: Т1
- Пором